# ساسکیا ۴۶۱

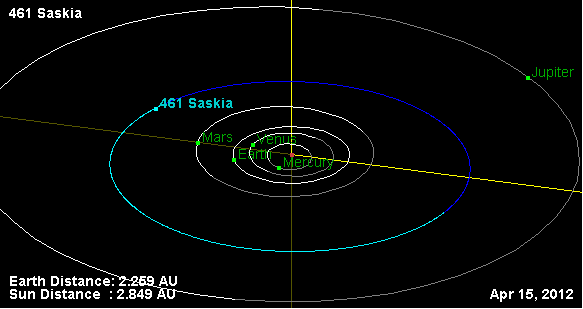
نمایی از محل قرارگیری سیارک ساسکیا ۴۶۱ در مدار – ۲۰۱۲

سیارک ۴۶۱ (به انگلیسی: 461 Saskia، نامگذاری:1900FP) چهارصد و شصت و یکمین سیارک کشف شده‌است که در ۲۲ اکتبر ۱۹۰۰ و در هایدلبرگ کشف شد.
قدر مطلق سیارک برابر ۱۰٫۴۸ است.